# 藤原行縄
藤原 行縄（ふじわら の ゆきただ）は、平安時代初期の貴族。藤原北家、下野守・藤原城主の子。官位は従五位下・大蔵少輔。

## 経歴
承和7年（840年）正月に正六位上から従五位下に叙爵し、石見守に任ぜられる。さらに同年6月縫殿頭に転任した。承和9年（842年）承和の変の直後に大蔵少輔に任ぜられるが、その後の消息は不明。その他に伊賀守を務めたという。

## 官歴
注記のないものは『続日本後紀』による。
- 時期不詳：正六位上
- 承和7年（840年） 正月7日条：従五位下。正月13日：石見守。6月10日：縫殿頭
- 承和9年（842年） 7月25日：大蔵少輔
- 時期不詳：伊賀守[1]